# Jakub Krasicki
Jakub Jan Karol Krasicki (ur. 22 czerwca 1781 w Kamionce w Galicji, zm. w 1850 w Malczewie, pochowany w Niechanowie w pow. gnieźnieńskim) – żołnierz armii austriackiej, uczestnik wojen napoleońskich, uczestnik powstania listopadowego.

## Życiorys
Syn Jakuba i Kunegundy Ciecierskiej. Kształcił się w korpusie paziów w Wiedniu.
Służbę rozpoczął w armii austriackiej. W 1809 roku walczył we Włoszech przeciwko armii francuskiej. Nad rzeką Tagliamento został raniony kulą w pierś. Dostał się do niewoli francuskiej. 22 lipca 1809 roku rozpoczął służbę w 2 Legii Nadwiślańskiej jako kapitan. Potem w 4 pułku piechoty Legii dowodził kompanią grenadierów w 1 batalionie.
Odbył kampanie 1810-1812 w Hiszpanii, 1813 Rogożno, Wittenberga. W czasie bitwy pod Lipskiem (16-19 października 1813 roku) został ranny. Dostał się do niewoli rosyjskiej.
Podczas powstania listopadowego początkowo dowodził 14 pułkiem piechoty liniowej (od 1 lutego 1831 roku). 29 kwietnia 1831 roku został awansowany na pułkownika. 6 maja został dowódcą 1 brygady 5 Dywizji Piechoty. Odznaczył się w bitwie pod Nurem (odparł 3 szarże kirasjerów). W czasie bitwy pod Ostrołęką (26 maja 1831 roku) został ranny i w ten sposób dostał się do rosyjskiej niewoli. Przesłuchiwany przez feldmarszałka Dybicza, przekonał rosyjskiego wodza, że dywizja generała Giełguda jest w stanie uderzyć od szosy łomżyńskiej.
Po upadku powstania trafił na 2 lata do pruskiej twierdzy Szpandawa. Dodatkowo musiał zapłacić 2 tysiące talarów grzywny.
Po uwolnieniu osiadł w Malczewie. Zajął się gospodarką. Założył Towarzystwo Rolnicze Wągrowiecko-Gnieźnieńskie. Poślubił Sylwię Prądzyńską, siostrę Ignacego. Doczekał się czterech synów: Stanisława, Wincentego, Józefa-Bolesława i Kazimierza.

## Odznaczenia
- Legia Honorowa – za Lützen (14 lipca 1813 r.)
- Krzyż Złoty – nr 1221 za Nur